# ポッター郡 (サウスダコタ州)
ポッター郡（英: Potter County）は、アメリカ合衆国サウスダコタ州の中央部北に位置する郡である。2010年国勢調査での人口は2,329人であり、2000年の2,693人から13.5％減少した。郡庁所在地はゲティスバーグ市（人口1,162人）であり、同郡で人口最大の町でもある。

## 地理
アメリカ合衆国国勢調査局に拠れば、郡域全面積は898平方マイル (2,327 km2)であり、このうち陸地は866平方マイル (2,244 km2)、水域は32平方マイル (83 km2)で水域率は3.56％である。

### 主要高規格道路
| - アメリカ国道83号線 - アメリカ国道212号線 - サウスダコタ州道20号線 - サウスダコタ州道47号線 | - サウスダコタ州道1804号線 |

### 隣接する郡
- ウォルワース郡 - 北
- エドマンズ郡 - 北東
- フォーク郡 - 東
- ハイド郡 - 南東
- サリー郡 - 南
- デューイ郡 - 西

## 人口動態
以下は2000年の国勢調査による人口統計データである。
| 基礎データ - 人口: 2,693人 - 世帯数: 1,145 世帯 - 家族数: 767 家族 - 人口密度: 1人/km2（3人/mi2） - 住居数: 1,760軒 - 住居密度: 1軒/km2（2軒/mi2） 人種別人口構成 - 白人: 98.14% - ネイティブ・アメリカン: 0.82% - アジア人: 0.19% - その他の人種: 0.07% - 混血: 0.78% - ヒスパニック・ラテン系: 0.19% 年齢別人口構成 - 18歳未満: 23.0% - 18-24歳: 3.9% - 25-44歳: 22.3% - 45-64歳: 25.7% - 65歳以上: 25.0% - 年齢の中央値: 46歳 - 性比（女性100人あたり男性の人口） - 総人口: 96.7 - 18歳以上: 94.8 | 世帯と家族（対世帯数） - 18歳未満の子供がいる: 26.6% - 結婚・同居している夫婦:59.2% - 未婚・離婚・死別女性が世帯主: 4.9% - 非家族世帯: 33.0% - 単身世帯: 31.3% - 65歳以上の老人1人暮らし: 17.5% - 平均構成人数 - 世帯: 2.29人 - 家族: 2.88人 収入と家計 - 収入の中央値 - 世帯: 30,086米ドル - 家族: 37,827米ドル - 性別 - 男性: 25,320米ドル - 女性: 16,563米ドル - 人口1人あたり収入: 17,417米ドル - 貧困線以下 - 対人口: 12.6% - 対家族数: 8.9% - 18歳未満: 18.0% - 65歳以上: 12.3% |

## 都市と町
都市名の後の数字は2010年国勢調査での人口を示す
| - 1. ゲティスバーグ 1,162 - 郡庁所在地 - 2. ホーブン 406 - 3. レバノン 47 - 4. トルストイ 36 |

### 郡区
ポッター郡はウェストポッター、セントラルポッター、イーストポッターの3つの未編入領域に分けられている。